# اقلیم اقیانوسی

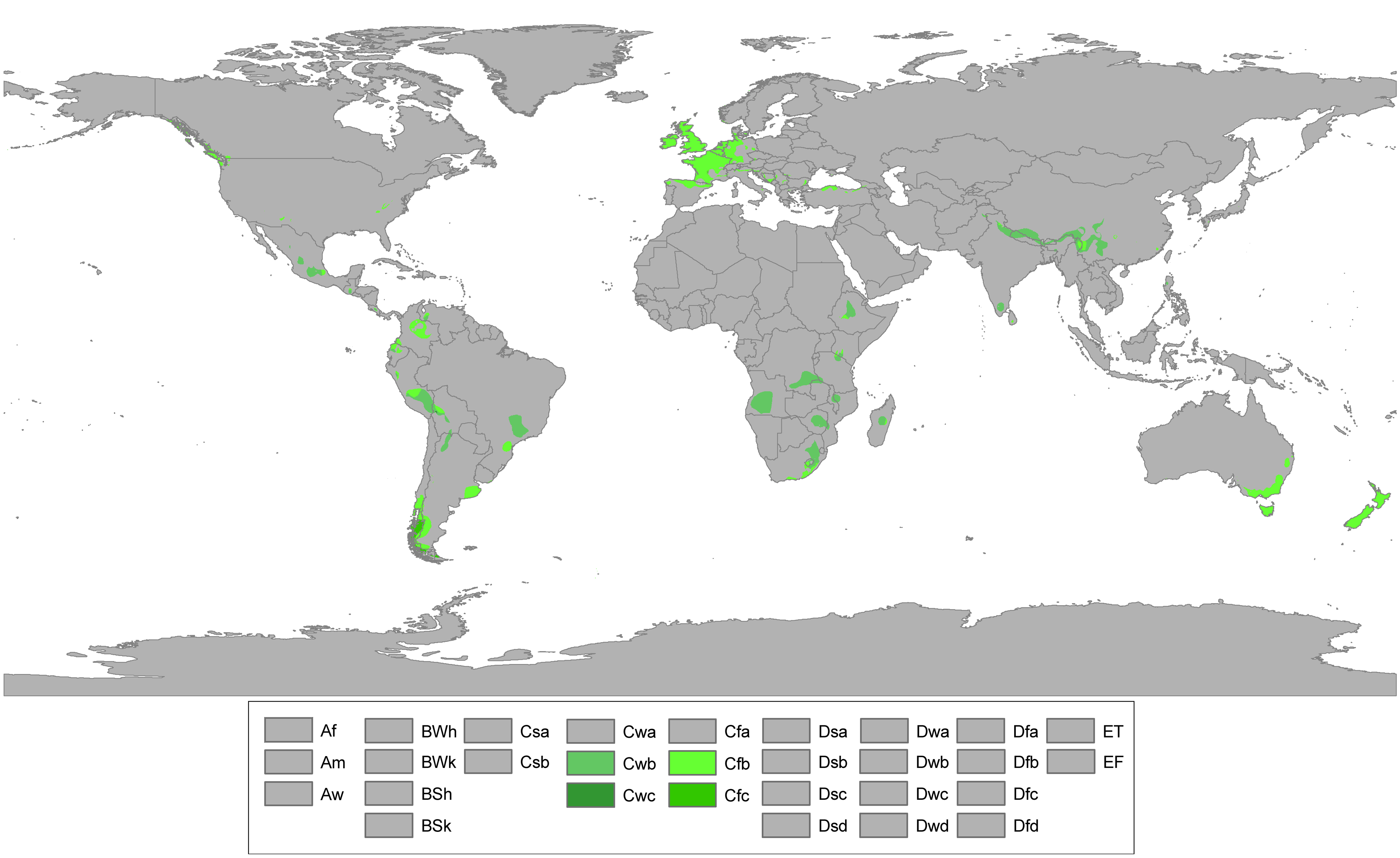
مناطق اقلیم اقیانوسی در جهان طبق تعریف طبقه‌بندی اقلیمی کوپن که با حروف "Cfb", "Cfc", "Cwb" و "Cwc" نشان داده می‌شوند.

اقلیم اقیانوسی اقلیمی است که بیشترین پراکندگی را در سواحل غربی قاره‌ها در عرض‌های جغرافیایی میانی دارد. از ویژگی‌های معمول آن تابستان‌های گرم (ولی نه داغ) و زمستان‌های خنک (ولی نه سرد) است. به خاطر توده‌های هوای دریایی پایدار و همیشگی که از میان اقلیم اقیانوسی عبور می‌کند و بدون جبهه‌های خیلی گرم و خیلی سرد است، اختلاف میانگین دمای سالانهٔ آن نسبت به اقلیم‌های دیگر هم عرض نسبتاً کم است. این اقلیم معمولاً بدون فصل خشک است و بارش در طول سال در همهٔ فصل‌ها تقریباً به یک اندازه است. اقلیم اقیانوسی اقلیم غالب بیشتر مناطق اروپا است و در این قاره نسبت به قاره‌های دیگر پیشروی بیشتری در خشکی دارد. این اقلیم همچنین بخش‌هایی از رشته‌کوه آپالیشین و جنوب غربی آمریکای جنوبی، جنوب شرقی استرالیا و نیوزلند و بخش‌های کوچکی از آفریقا را در بر می‌گیرد.
در طبقه‌بندی اقلیمی کوپن اقلیم اقیانوسی با حروف Cfb و Cwb و در طبقه‌بندی اقلیمی تروارثا با حروف Do نشان داده می‌شود. در اقلیم اقیانوسی طوفان به فراوانی می‌وزد، زیرا این اقلیم در کمربند طوفان‌های غربی قرار دارد. این اقلیم در ارتفاعات گرمسیری که فاصلهٔ بسیاری با هر گونه ساحلی دارند نیز یافت می‌شود.
- نمونه‌ها:
  - آوکلند، نیوزیلند (cfb)
  - هامبورگ، آلمان(cfb)
  - لندن، بریتانیا(cfb)
  - ملبورن، ویکتوریا، استرالیا(cfb)
  - ونکوور، بریتیش کلمبیا، کانادا(cfb)